# Groupement de soutien de la base de défense de Toulon
Le groupement de soutien de la base de défense de Toulon est un organisme interarmées relevant du chef d'état-major des armées et une formation administrative créée au 1er janvier 2011 pour soutenir, dans le domaine de l'administration générale et du soutien courant, la base de défense de Toulon, notamment l'arsenal et les navires de la Marine nationale rattachés mais également deux unités de l'Armée de terre, le 54e régiment d'artillerie et le 519e régiment du train, ou encore l'hôpital militaire Sainte-Anne. En volume soutenu, il s'agit du plus grand GSBdD de France et il comprend plus de 1 700 personnels en son sein (environ 1 000 civils et 700 militaires). Sa chefferie est située dans les locaux de l'ancienne direction du commissariat de la marine de Toulon, l'hôtel de l'Intendance qui se trouve sur l'ancienne place de l'Intendance. Le fanion du GSBdD a été remis le 23 juin au commissaire général de 2e classe Jean-Marc Lefranc au Fort Lamalgue. Son premier chef est ce commissaire général. La Base de Défense de Toulon, créée également au 1er janvier 2011, est la plus grande de France, étant donné qu'elle comprend plus de 23 000 personnes de toutes armées, directions et services de la Défense. Centrée sur Toulon, elle s'étend de Six-Fours-les-Plages à l'ouest à Cuers au nord-ouest, sans compter des unités isolées.